# Carolin Herrmann
Carolin Herrmann (* 5. Juni 1986) ist eine deutsche Volleyballspielerin.

## Karriere
Herrmann begann mit dem Volleyballspiel in ihrem Heimatort beim VfB Ludwigslust. 2000 wechselte sie auf das Volleyballinternat in Schwerin. Sie errang mit dem Schweriner SC insgesamt vier deutsche Jugendmeistertitel. Nach dem letzten mit der A-Jugend am 14. Mai 2006 in Sonthofen wechselte die Mittelblockerin zum Zweitligisten Fighting Kangaroos Chemnitz, mit dem sie 2008 in die 1. Liga aufstieg. Nach dem Abstieg in der folgenden Saison blieb Carolin Herrmann noch eine Spielzeit in Sachsen, ehe sie sich 2010 dem SV Lohhof anschloss, der wie Chemnitz in der Saison 2010/11 in der zweiten Bundesliga Süd antrat.

### Saison 2010/11
Carolin Herrmann war in zehn Begegnungen in der Startaufstellung des SV Lohhof. In den Auswärtsspielen gegen Dresden (3:0), Wetter (3:0) und Saarbrücken (3:0) sowie im Heimspiel gegen Bad Soden (3:0) stand die Mittelblockerin von Anfang bis zum Ende der Partien auf dem Spielfeld. Neun Mal wurde sie eingewechselt, in fünf Begegnungen kam sie nicht zum Einsatz. Im entscheidenden Spiel um den ersten Tabellenplatz am letzten Spieltag der Saison wurde Herrmann beim Stande von 1:1 und 14:10 im dritten Satz eingewechselt. Die Unterschleißheimerinnen gewannen diesen und auch den folgenden Satz und wurden damit Zweitligameister vor der DJK Augsburg-Hochzoll.

## Privates
Aus beruflichen Gründen verließ Carolin Herrmann Sachsen und zog nach Oberbayern. Hier arbeitet sie als Physiotherapeutin.